# Lac Cultus
Le lac Cultus est un plan d'eau canadien du sud-ouest de la Colombie-Britannique. Il se situe dans le district régional de Fraser-Valley, au nord de la chaîne des Cascades à 4 km de la frontière des États-Unis. Le lac s'étend sur 6,3 km2 au sud de la municipalité de Chilliwack. Le lac a donné son nom au parc provincial du lac Cultus voisin.

## Toponymie
Le nom Cultus provient de la langue chinook et signifie mauvais. Il fait référence à la croyance en l'existence d'esprits malveillants : les Slalakums qui peupleraient le fond du lac. Un seul homme parvint chez les Slalakums et en revint vivant avec un étrange objet le Tluke'l, ressemblant à un grand glaçon. Grâce au Tluke'l, il devint un guérisseur capable en particulier de soigner ceux frappés de maladie à la suite d'une rencontre avec un Slalakum. Le nom Sweltzer qui désigne actuellement l'émissaire du lac est une forme anglicisée d'un terme halkomelem (une langue salish) renvoie aux tourbillons d'eau turbide réputés être la manifestation de la présence d'un Skalakum.

## Situation
Le lac Cultus se situe au sud-est de la Colombie-Britannique, dans le district régional de la Vallée du Fraser. Il occupe le débouché de la petite vallée Columbia. Cette vallée est parallèle au sud à la vallée du Fraser et à cheval sur la frontière des États-Unis (état de Washington). Deux chaînons montagneux boisés encadrent le lac et la vallée : la montagne Vedder (932 m) à l'ouest et l'arête Internationale (culminant à 1510 m au mont Amadis) à l'est. La vallée orientée sud-ouest nord-est s'incurve vers le nord pour prendre une orientation presque nord-sud au débouché du lac,.
Le lac Cultus est distant de 13 km du centre ville de Chilliwack, mais seulement 2,5 km de ses quartiers sud et 300 m de ses frontières municipales. Par la route, le centre ville de Vancouver est à 100 km. L'accès se fait uniquement par le nord, par la route du lac Cultus (Cultus Lake Road) qui se prolonge sur la rive sud-est du lac et dans la partie canadienne de la vallée Columbia par la route de la vallée Columbia (Columbia Valley Highway). Deux stations balnéaires bordent le lac : Cultus Lake au nord et Lindell Beach au sud. De plus, la réserve Soowahlie du peuple Stolo et le camp d'entrainement OPSEE de l'armée canadienne se situent à proximité des rives nord du lac.

## Hydrographie

### Bassin hydrographique
Le bassin hydrographique s'étend sur 75 km2 dont 16 se situent aux États-Unis et reçoit des précipitations annuelles estimée équivalente à 1,57 m de pluie. Son émissaire est la rivière Sweltzer dont le débit moyen est de 3,54 m3/s. Les débits maximums surviennent après des épisodes de forte pluie en automne ou en hiver, un pic secondaire survient au printemps à la fonte des neiges en mai ou juin. L'étiage se produit en août ou septembre. La rivière Sweltzer est un affluent de la rivière Vedder
et un sous-affluent du Fraser. Le principal affluent du lac est le ruisseau Froost avec un apport à hauteur de 32 % de l'alimentation du lac,.
L'apport en eau du bassin versant est estimé à 110 millions de m3 par an dont 62% proviennent d'apports de surface (cours d'eau et précipitations à la surface du lac) et 32% proviennent d'apports souterrains.

### Morphologie
Le lac s'établit à 46 m d'altitude, sur 6,3 km2. De forme trapézoïdale, il s'étend sur 5 km de long, avec une largeur d' 1,15 km en amont à 2 km en aval. Les parois du lac sont escarpées. Sa profondeur atteint 44 m pour une moyenne à 31 m,.

### Paramètres physico-chimiques
Le lac Cultus est un lac monomictique, stratifié thermiquement de fin avril à fin novembre. Les températures de surface sont les plus faibles en février-mars à 5 ou 6°C et atteignent leur maximum de 23°C en juillet ou août  L'épilimnion s'étend à son maximum entre juillet et septembre jusqu'à 6,4 m, le métalimnion s'étendant jusqu'à 14 à 22 m, enfin l'hypolimnion reste relativement stable avec des températures variant entre 4,3°C en mars et 7,0°C en novembre. La comparaison de ces températures avec des relevés historiques des années 1930 et 1970 montre un réchauffement du lac corrélé à l'augmentation régionale des température sur la période.
Le lac Cultus a des eaux claires. La transparence mesurée au disque de Secchi varie entre 9,2 et 10,6 m.Cette transparence est la plus faible en janvier-février et la plus forte en en octobre-décembre. La zone photique s'étend jusqu'à 15 à 17 m et varie selon les mêmes modalités que la transparence mesurée au disque de Secchi et en moyenne 10 m sous l'épilimnion.
Les concentrations en oxygène dissout sont élevées et varient avec la profondeur de 9,9 mg/l (saturation 108%) dans l'épilimnion à 8,9 dans l'hypolimnion. On observe aussi des variations temporelles : en surface, cette concentration étant maximale au printemps et à l'automne. Durant la plus grande partie de l'année, de janvier à septembre, cette concentration reste constante avec la profondeur, elle connaît toutefois une chute à l'automne dans l'hypolimnion, où elle atteint 6,1 mg/l (saturation 50%) fin décembre pour remonter dès mi-janvier à 10 mg/l. Ce phénomène est lié à l'oxydation de la matière organique. Par rapport aux mesure historique des années 1930, on constate une diminution actuelle de la concentration en oxygène dissout dans l'hypolimnion que l'on met en relation avec une productivité plus importante. Cette concentration reste toujours suffisante pour ne pas affecter les poissons.
Le pH du lac Cultus est alcalin autour de 7,7 et supérieur aux mesures des années 1930. Cette augmentation est aussi mise en relation avec une augmentation de la productivité. La concentration en silice dissoute autour de 1,9 mg/l n'est jamais un facteur limitant pour les diatomées.